# San Holo
Sander van Dijck (Zoetermeer, 26 november 1990) is een Nederlandse muziekproducent van onder meer future bass. Onder de artiestennaam "San Holo" treedt hij op. Hij geniet internationale bekendheid door zijn remix van Dr. Dre's The Next Episode, welke nu meer dan 250 miljoen keer is beluisterd. Hij is sinds 2013 actief in de muziek en brak een jaar later door nadat hij zijn album "Cosmos" uitbracht. Hij is lid van enkele labels, waaronder Spinnin' Records. Hij bezit ook zijn eigen label genaamd Bitbird, waar enkele van zijn singles op uitgekomen zijn waaronder "Still Looking" en "Light". 
In 2014 spande Walt Disney Pictures een rechtszaak aan, omdat zijn artiestennaam te veel lijkt op de naam van het Star Wars-personage Han Solo. Het bedrijf eiste naar schatting 5 tot 10 miljoen euro voor het inbreuk maken van het imago van het bedrijf.

## Opleiding
Van Dijck heeft de middelbare school op het Erasmus College, te Zoetermeer, voltooid. Daarna studeerde van Dijck de opleiding gitaar & muziekproductie aan Codarts in Rotterdam. Hij behaalde zijn diploma in 2012. Voordat hij met produceren en DJ'en bezig was, gaf hij gitaarles aan kinderen. Na jaren in bandjes gespeeld te hebben, begon van Dijck muziek te produceren voor andere DJ's. Zijn producties werden goed ontvangen, wat hem leidde om voor zichzelf te gaan produceren en de naam San Holo aan te nemen.

## Discografie

### Extended plays
| Titel   | Details                                                                                  |
| ------- | ---------------------------------------------------------------------------------------- |
| Cosmos  | - Uitgebracht: 18 September 2014 - Label: Heroic Recordings - Formaat: Digitale download |
| Victory | - Uitgebracht: 25 Mei 2015 - Label: Monstercat - Formaat: Digitale download              |
| New Sky | - Uitgebracht: 11 Maart 2016 - Label: Monstercat - Formaat: Digitale download            |

### Als uitvoerend artiest
| Titel                                          | Jaar | Peak chart positions | Peak chart positions | Peak chart positions       | Album          |
| Titel                                          | Jaar | US Danc/Elec         | US Next Big Sound    | US Danc/Elec Digital Songs | Album          |
| ---------------------------------------------- | ---- | -------------------- | -------------------- | -------------------------- | -------------- |
| "We Rise"                                      | 2015 | —                    | —                    | —                          | Niet op album  |
| "Dump It" (met TWRK)                           | 2015 | —                    | —                    | —                          | WE ARE TWRK    |
| "IMISSU" (met Father Dude)                     | 2015 | —                    | —                    | —                          | Niet op album  |
| "Can't Forget You" (met The Nicholas)          | 2015 | —                    | —                    | —                          | Niet op album  |
| "BWU"                                          | 2015 | —                    | —                    | —                          | Niet op album  |
| "Alright" (met Yellow Claw)                    | 2016 | —                    | —                    | —                          | Niet op album  |
| "New Sky"                                      | 2016 | —                    | —                    | —                          | New Sky        |
| "They Just Haven't Seen It" (met The Nicholas) | 2016 | —                    | —                    | —                          | New Sky        |
| "Still Looking"                                | 2016 | —                    | —                    | —                          | Gouldian Finch |
| "RAW"                                          | 2016 | —                    | —                    | —                          | Niet op album  |
| "Light"                                        | 2016 | 13                   | 3                    | 22                         | Niet op album  |

#### Als meewerkend artiest
| Titel                                                                                    | Jaar |
| ---------------------------------------------------------------------------------------- | ---- |
| "Beautiful" (The Nicholas met San Holo)                                                  | 2014 |
| "Smile On Your Face" (Point Point met San Holo)                                          | 2015 |
| "You Don't Know" (Boehmer met San Holo)                                                  | 2015 |
| "Testosteronbommen" (Braz ft. MocroManiac, Fresku, Pietju Bell & Killer Kamal, San Holo) | 2016 |
| "Who Am I" (Cesqeaux met San Holo)                                                       | 2016 |
| "OK!" (Jauz met San Holo)                                                                | 2016 |
| "Lines of the Broken" (DROELOE x San Holo met CUT)                                       | 2017 |

### Remixen
2014
- Point Point - "Double Oreo" (San Holo Remix)[23]
- Dr. Dre featuring Snoop Dogg - "The Next Episode" (San Holo Remix)[24]
- Autolaser - "Holding U" (San Holo Remix)

2015
- Doja Cat - "So High" (San Holo Remix)[25]
- Tchami featuring Stacy Barthe - "Afterlife" (San Holo Remix)[26]
- O.T Genasis - "CoCo" (San Holo Remix)
- OutKast - "Ms. Jackson" (San Holo Remix)[27]
- 50 Cent - "In da Club" (San Holo Remix)
- Eminem - "Lose Yourself" (San Holo Remix)[28]
- Nelly - "Ride Wit Me" (San Holo Remix)
- Skee-Lo - "I Wish" (San Holo Remix)
- Blur - "Song 2" (San Holo Remix)[29]
- Porter Robinson - "Natural Light" (San Holo Remix)[30]
- Will Smith - "Gettin' Jiggy Wit It" (San Holo Remix)[31]

2016
- DJ Snake - "Middle" (San Holo Remix)[32]
- Yellow Claw & DJ Mustard featuring Ty Dolla Sign & Tyga - "In My Room" (San Holo Remix)[33]
- Clams Casino - I'm God (San Holo Edit)

- Library of Congress Control Number: no2018099328
- MusicBrainz: 23101701-cecf-4c9b-9b4c-d6a249eac118
- Virtual International Authority File: 2371153363085037520009